# 三瀬谷町
三瀬谷町（みせだにちょう）は、三重県多気郡にあった町。現在の大台町の東部、宮川の上流域にあたる。

## 地理

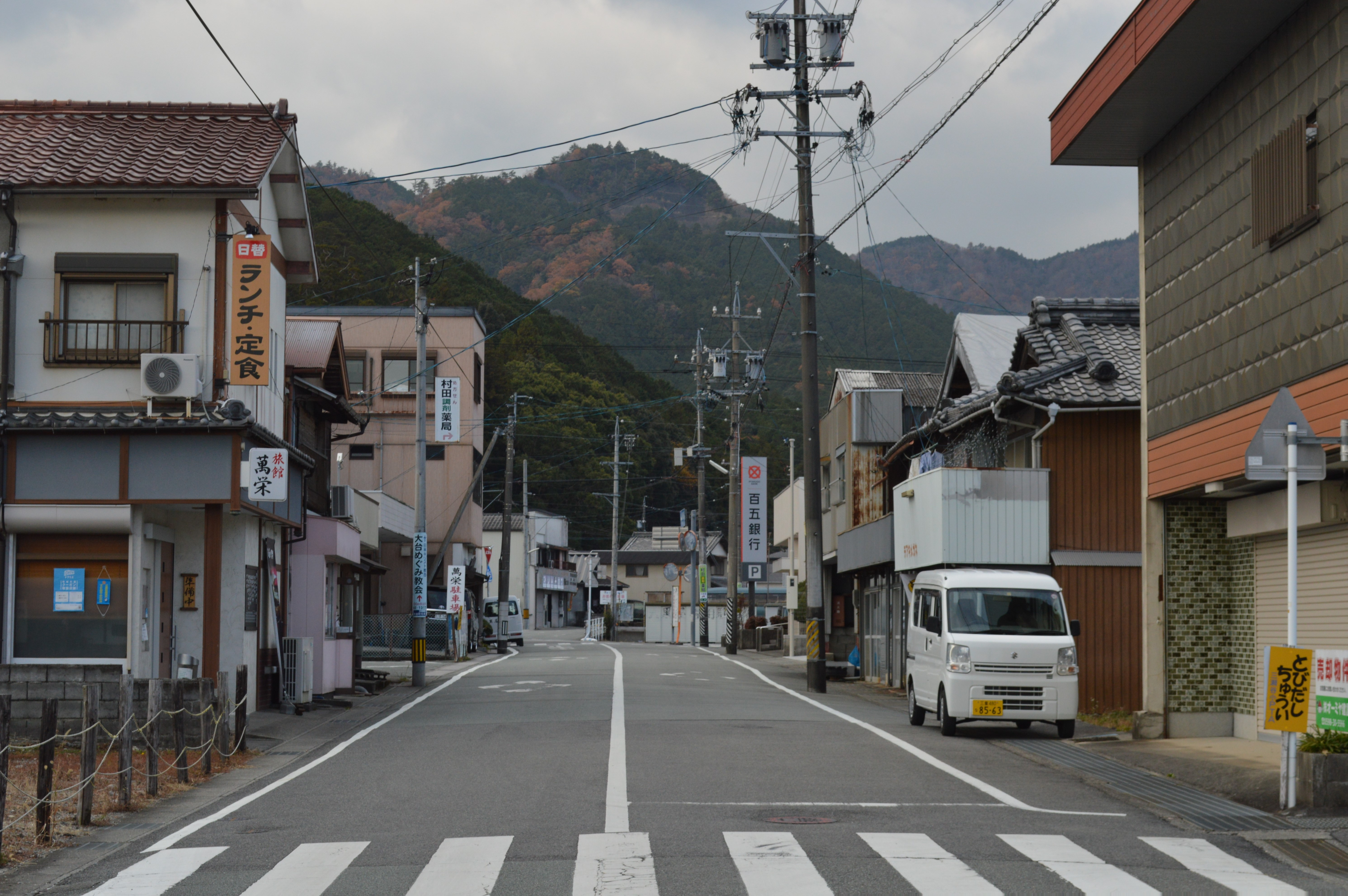
三瀬谷駅前

- 河川：宮川、大内山川

## 歴史
- 1889年（明治22年）4月1日 - 町村制の施行により、長ヶ村・上三瀬村・下三瀬村・佐原村・弥起井村・上菅村・菅合村・大ヶ所村の区域をもって三瀬谷村が発足。
- 1951年（昭和26年）11月22日 - 昭和天皇のお召し列車が三瀬谷駅に停車。駅前奉迎が行われた（昭和天皇の戦後巡幸）[1]。
- 1953年（昭和28年）4月1日 - 町制施行して三瀬谷町となる。
- 1956年（昭和31年）9月30日 - 川添村と新設合併して大台町が発足。同日三瀬谷町廃止。

## 教育
- 三重県宮川高等学校

## 公共施設
- 三瀬谷郵便局
- 宮川警察署

## 交通

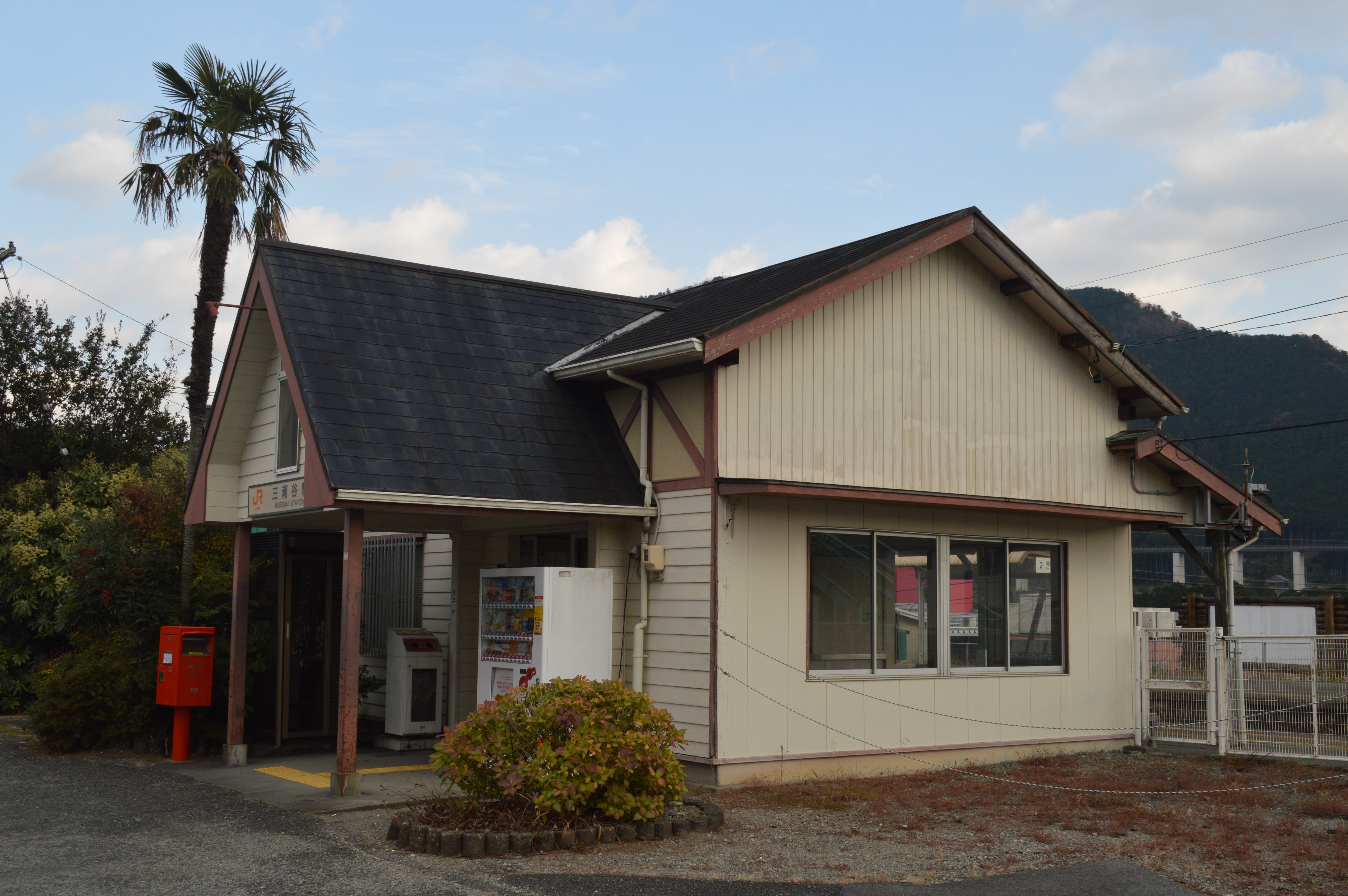
三瀬谷駅

### 鉄道
- 日本国有鉄道
  - 紀勢東線（現・紀勢本線）：三瀬谷駅 - 滝原駅

### 道路
- 国道170号（現・国道42号）

現在は旧町域に紀勢自動車道の大宮大台インターチェンジが所在するが、当時は未開通。